# Place Jean-Ferrat
La place Jean-Ferrat de Paris est située à l'intersection des quatre voies suivantes :
- la rue Oberkampf (11e arrondissement)
- la rue de Ménilmontant (20e arrondissement)
- le boulevard de Ménilmontant (côté impair dans le 11e, côté pair dans le 20e)
- le boulevard de Belleville (côté impair dans le 11e, côté pair dans le 20e)

Elle est donc à cheval sur ces deux arrondissements.

## Situation et accès
La place Jean-Ferrat est desservie par la ligne 2 à la station Ménilmontant.

## Origine du nom

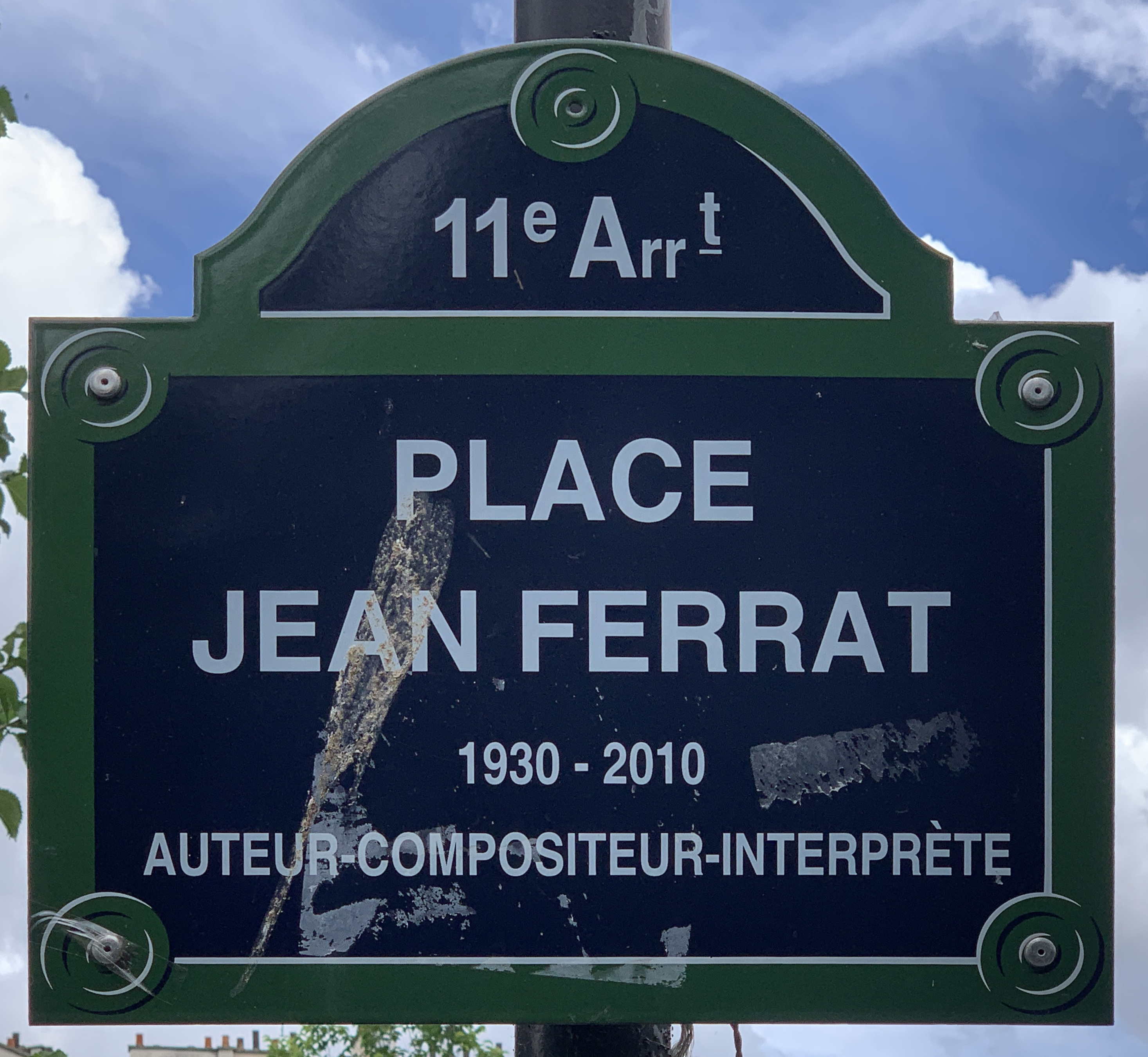
Plaque de la place.

Elle porte le nom de l'auteur-compositeur-interprète français Jean Ferrat (1930-2010).

## Historique
En mars 2012, le Conseil de Paris adopte à l'unanimité une délibération portant sur la dénomination d’une « place Jean-Ferrat ». Elle est inaugurée par la maire de Paris, Anne Hidalgo, le 13 mars 2015.

## Bâtiments remarquables et lieux de mémoire
- Le parc de Belleville
- Le jardin Jane-Avril